# Tibério Cláudio Nero

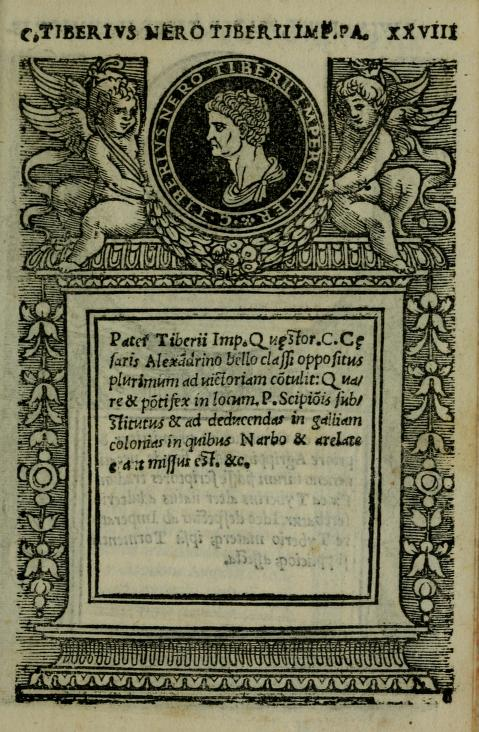
Tibério teve grande papel durante a Guerra Alexandrina.

Tibério Cláudio Nero, em latim Tiberius Claudius Nero (ca. 85 a.C. — 33 a.C.)[carece de fontes?], foi pai do imperador Tibério  e do general Druso. O nome do seu pai era Druso.
Foi questor de Júlio César durante a Guerra Alexandrina e comandou a frota. Sua participação foi importante para a vitória. Como recompensa, foi nomeado pontífice no lugar de Públio Cipião, e encarregado de administrar colônias na Gália, dentre as quais Narbo e Arelate.
Não obstante, após o assassinato de César, em 44 a.C., enquanto os demais queriam uma anistia por medo da violência da turba, ele sugeriu que seus assassinos fossem condecorados como tiranicidas, no Senado.
No ano seguinte, desposou Lívia, de quem teve um filho homônimo (Tibério), futuro imperador.
Tornou-se pretor e, quando surgiu uma disputa entre os triúnviros (Marco Antônio, Otávio e Lépido), ao final do seu período, reteve o posto, e juntou-se a Lúcio Antônio, irmão de Marco Antônio, e cônsul na Perúsia. Mesmo depois que todos os outros haviam capitulado, ele manteve sua aliança, e foi para Preneste, Nápoles e, finalmente, para a Sicília. Irritado porque não conseguiu uma audiência com Sexto Pompeu, foi para Acaia e juntou-se a Marco Antônio.
Pelo tratado de Miseno, em 39 a.C.,[carece de fontes?] foi anistiado, sendo permitido que retornasse a Roma, com a condição de que cedesse sua esposa Lívia Drusila, grávida do segundo filho (Druso), ao triúnviro vitorioso Otaviano, futuro imperador Augusto. Ele morreu pouco depois, deixando dois filhos, Tibério Nero e Druso Nero.